# Vern Schillinger
Vernon "Vern" Schillinger è uno dei personaggi principali della serie TV statunitense Oz, interpretato da J. K. Simmons.

## Storia del personaggio
Vernon "Vern" Schillinger è il detenuto numero 92S110, condannato il 21 ottobre del 1992 per aggressione aggravata di primo grado ad otto anni di carcere con possibilità di libertà vigilata non prima di cinque. Condannato nel 1998 ad altri 10 anni senza possibilità di vigilata per cospirazione di omicidio.
Schillinger è il capo della Fratellanza ariana all'interno di Oz, oltre che, senza alcun dubbio, uno dei detenuti più crudeli e temuti del carcere. È un fervente razzista, arrestato per aver picchiato a sangue uno spacciatore nero. Ha l'abitudine di attuare diverse torture sessuali, specialmente ai danni di Tobias Beecher che viene stuprato per iniziarlo alla vita in prigione. Successivamente gli tatua una svastica sulle natiche e fa di lui la sua "puttana". Oltre a Beecher, Schillinger commette diversi stupri sui detenuti bianchi più deboli, nonostante sia, paradossalmente, un virulento omofobico. Vern è inoltre il mandante di diversi omicidi, per dimostrare che la fratellanza è sempre forte. Cresciuto con l'idea della supremazia bianca, sviluppa un odio verso i neri, gli ebrei e chi non è ariano; si rivolge con nomignoli razzisti verso tutte le etnie all'interno del carcere.
Nonostante commetta spesso atti estremamente crudeli e sadici, Schillinger mostra il suo lato umano nel corso della serie prendendosi cura dei suoi figli, della nuora e della nipotina.

### Stagione 1
Schillinger è il capo della Fratellanza Ariana e il suo scopo è quello di incutere timore nei detenuti neri che vogliono approfittarsi dei bianchi. Nella prima stagione condivide l'acquario con Tobias Beecher, che lui stesso salva dalle grinfie di Simon Adebisi, ma solo per torturarlo e stuprarlo ripetutamente, e marchiarlo con una svastica sulla natica. Durante tutta la stagione è in lotta con l'imam Kareem Said, preoccupato per il suo carisma e perché ha intenzione di fare la rivolta. Schillinger umilia Beecher vestendolo da drag queen e facendogli indossare una maglia con la bandiera degli Stati Confederati; tuttavia quando l'avvocato reagisce, Vern viene colpito con una sedia che rompe un vetro e resta ferito all'occhio. Dopo essere passato per l'infermeria viene trasferito nel braccio B, ma quando vede Beecher in palestra lo affronta venendo però messo al tappeto e l'ex avvocato gli defeca in faccia, distruggendo così la reputazione degli ariani. Capendo che tra i normali è vulnerabile, convince McManus a farsi rimettere in Paradiso assicurando di filare dritto per ottenere la vigilata. In Paradiso scoppia la rivolta e Vern cede la leadership della Fratellanza a Scott Ross; quando interviene la SORT l'ex capo vede l'agente Diane Wittlesey sparare a Ross uccidendolo.

### Stagione 2
Con la riapertura del Paradiso, Schillinger sta per ottenere la vigilata, ma viene sbeffeggiato da Beecher che gli assicura di negargliela. Vern chiede la morte di Tobias agli altri detenuti, che però si rifiutano e lo prendono in giro perché è troppo debole per farlo da solo. Schillinger si rivolge addirittura all'agente Wittlesey, che però lo tradisce e così non solo perde per sempre la possibilità della vigilata, ma viene condannato ad altri 10 anni e spostato permanentemente nel Braccio B. Schillinger viene aggredito da alcuni carcerati di colore poiché ora è un leader debole, quindi accortosi che la reputazione della Fratellanza è ai minimi storici, Vern commissiona l'omicidio di un ebreo (viene appeso a testa in giù con la scritta "jew" incisa nel petto) per riguadagnare credibilità. Il direttore Glynn sospetta subito degli Ariani, ma Vern afferma che potrebbe essere stato chiunque che avesse intenzione di incastrarli e che non c'erano prove. Così gli Ariani sono nuovamente temuti e rispettati e Schillinger medita vendetta su Beecher. Assolda un suo vecchio conoscente, Chris Keller, per sedurre Tobias; e allo stesso tempo organizza il suicidio della moglie Genevieve per farlo ricadere nell'alcool. Nel frattempo ad Oz arriva Cyril O'Reily, fratello ritardato mentale di Ryan, che subito viene stuprato da Schillinger facendo infuriare il fratello. Intanto Beecher e Keller si innamorano, ma mentre fanno esercizi in palestra quest'ultimo immobilizza Tobias e con l'aiuto di Schillinger e Metzger gli spezza braccia e gambe.

### Stagione 3
Quando Augustus Hill testimonia contro Coyle, killer della famiglia Ciancimino, Said chiede a Schillinger di proteggere Hill, e Vern accetta poiché anch'egli è un padre di famiglia e rispetta i familiari di chi ha combattuto in Vietnam come Ciancimino.
Successivamente arriva il figlio di Schillinger, Andrew, ad Oz e Vern dice ai suoi di ignorarlo finché non sia libero dall'eroina, in quanto Vern e gli ariani sono contro la droga. O'Reily, Beecher e Keller (che nel mentre ha confessato a McManus quanto fatto a Beecher in palestra) si alleano per mettere Andrew contro il padre e vi riescono, tant'è che il giovane attacca Vern in mensa. Sentendo che Andrew ha tradito il suo credo e i suoi insegnamenti, Schillinger fa sì che muoia chiedendo all'agente Lopresti di dargli una dose di eroina per farlo andare in overdose. In seguito Schillinger attacca Beecher, che è difeso da Keller e dai Musulmani, così sia Beecher che Vern finiscono in ospedale entrambi per aver subito una coltellata. Quando le tensioni razziali diventano insostenibili in Paradiso, Schillinger propone un'alleanza di bianchi - temporanea e opportunistica - che comprende anche Keller, Beecher e gli ebrei.

### Stagione 4
Schillinger crede che i neri stiano organizzando qualcosa e rimane vigile. Nel frattempo viene a trovarlo suo figlio Hank, ma quando viene a sapere che il ragazzo è stato rintracciato dal padre di Beecher, ordina al figlio di rapire i due bambini di Tobias. Inoltre paga un ebreo per dire a Beecher che il rapitore è Keller. Ad Hank viene ordinato prima di tagliare la mano al maschietto e poi di ucciderlo. Dopo la morte del piccolo Gary, Mukada dice a Vern che Beecher non aveva cattive intenzioni con Hank e che ha solo tentato di farsi perdonare per ciò che è successo ad Andrew. Hank rilascia Holly e viene arrestato, e Vern comincia a temere che il figlio possa parlare. Comunque il ragazzo non viene condannato per un cavillo legale e Beecher ne ordina l'esecuzione affidandosi a Chucky Pancamo. A trovare Schillinger viene Carrie, neo moglie di Hank, che dice al suocero di essere incinta. Per alcuni mesi il reverendo Cloutier avvicina Schillinger e lo conforta aiutandolo a superare la sua infelicità e a focalizzare l'attenzione sulla nascita della sua nipotina. Schillinger chiede a sorella Peter Marie di iniziare la sessione di confronto con Beecher, ma durante l'incontro viene chiamato da Glynn il quale gli dice che il figlio è stato trovato morto. Convinto che sia stato Beecher ad uccidere Hank, chiede a Robson di ammazzare il suo nemico giurato, ma Keller interviene affermando di essere il responsabile.
Carrie partorisce e Vern è davvero felice, almeno fin quando non gli viene detto che Hank costringeva la moglie a prostituirsi e che quindi la bimba potrebbe non essere sua nipote. Furioso Vern chiede di dire la verità a Carrie e la obbliga a fare un test della paternità. Con Robson indagato per omicidio, Schillinger manda una lettera ad un testimone in isolamento per convincerlo a suicidarsi, poi minaccia Cloutier di non immischiarsi negli affari della fratellanza. Nel frattempo Beecher sta per ottenere la vigilata, ma Vern ha intenzione di impedirglielo; tuttavia la condizionale gli viene negata, così lui e Robson vanno in biblioteca e cercano di violentarlo, ma vengono entrambi accoltellati da Said.

### Stagione 5
Carrie muore in un incidente e la piccola Jewel viene inviata dai nonni nel Montana. Ad Oz sta per scatenarsi una guerra tra ariani e musulmani, così sorella Peter Marie organizza un incontro tra Beecher, Schillinger e Said. In seguito Vern viene a sapere che ad uccidere Hank è stata la mafia e così gli ariani attaccano gli italiani in palestra, ferendo quasi mortalmente Pancamo. Così Peter Schibetta tenta di vendicarsi attaccando Schillinger e Robson con un coltello, ma viene immobilizzato e stuprato a turno.
Quando arriva Winthrop, Schillinger e gli ariani lo proteggono da Seroy, per poi tramutarlo nel loro schiavo sessuale. Questi però vogliono anche l'amico di Winthrop, Adam Guenzel, ma quando tentano di stuprarlo interviene Frank Urbano che li ferma e protegge il ragazzo su richiesta di Beecher. Nel seguente incontro Schillinger condivide l'omofobia di Said, ma quando quest'ultimo gli fa notare che lui commette numerosi stupri, l'ariano nega tali affermazioni e viene attaccato da Beecher. In seguito si scusa con Tobias per averlo violentato, ma non è sincero; sta cercando di barattare Guenzel offrendogli in cambio di lavorare nel reparto posta per vedere Keller nel braccio della morte. Inizialmente rifiuta, poi accetta l'offerta e Guenzel viene sottoposto ad uno stupro di gruppo. Nel frattempo Robson viene escluso dalla fratellanza, poiché Schillinger riceve l'ordine di non accettare una persona che non sia puramente ariano in quanto (a seguito di un intervento dentistico) gli erano stati messi due denti di un nero. Onde evitare che Guenzel testimoniasse contro di lui, Vern lo fa uccidere, ma grazie a Beecher viene messo in isolamento.

### Stagione 6
Schillinger viene rilasciato dall'isolamento per 6 voti a uno a condizione che non deve stuprare più nessun detenuto. Lui violenta immediatamente Winthrop e quest'ultimo gli offre un accordo: lui ammazza il padre di Beecher se diventa un membro effettivo della fratellanza, e Schillinger accetta. Intanto il sindaco Loewen, che è stato come un padre per Schillinger, viene messo ad Oz e Beecher gli salva la vita mentre stava soffocando. Come segno di gratitudine, Vern dice a Beecher che non interferirà in alcun modo con la sua udienza per la libertà vigilata. Schillinger ottiene una tregua con Keller e pianificano l'uccisione di Tobias, che avverrà durante la rappresentazione di Macbeth usando un vero coltello anziché uno di scena. Prima della messa in scena viene a trovarlo la sorella per informarlo che il padre sta morendo. Poiché lo odia, Vern dice che non gli importa e quando va in scena si accorge di essere stato tradito da Keller, che ha sostituito il coltello di Beecher. La morte di Schillinger viene comunque giudicata accidentale dal nuovo direttore Querns.